# ایورت هورن
ایورت هورن (سوئدی: Evert Horn; ۱۱ ژوئن ۱۵۸۵ – ۳۰ ژوئیهٔ ۱۶۱۵) فرمانده نظامی با درجه فیلد مارشال اهل سوئد و فرماندار ناروا بود. وی در جریان جنگ اینگری در زمان محاصره پسکوف در سال ۱۶۱۵ با یک گلوله کشته شد.